# Notamphisopus benhami
Notamphisopus benhami är en kräftdjursart som beskrevs av Nicholls 1944. Notamphisopus benhami ingår i släktet Notamphisopus och familjen Phreatoicidae. Inga underarter finns listade i Catalogue of Life.